# شائك الذنب أسود العنق

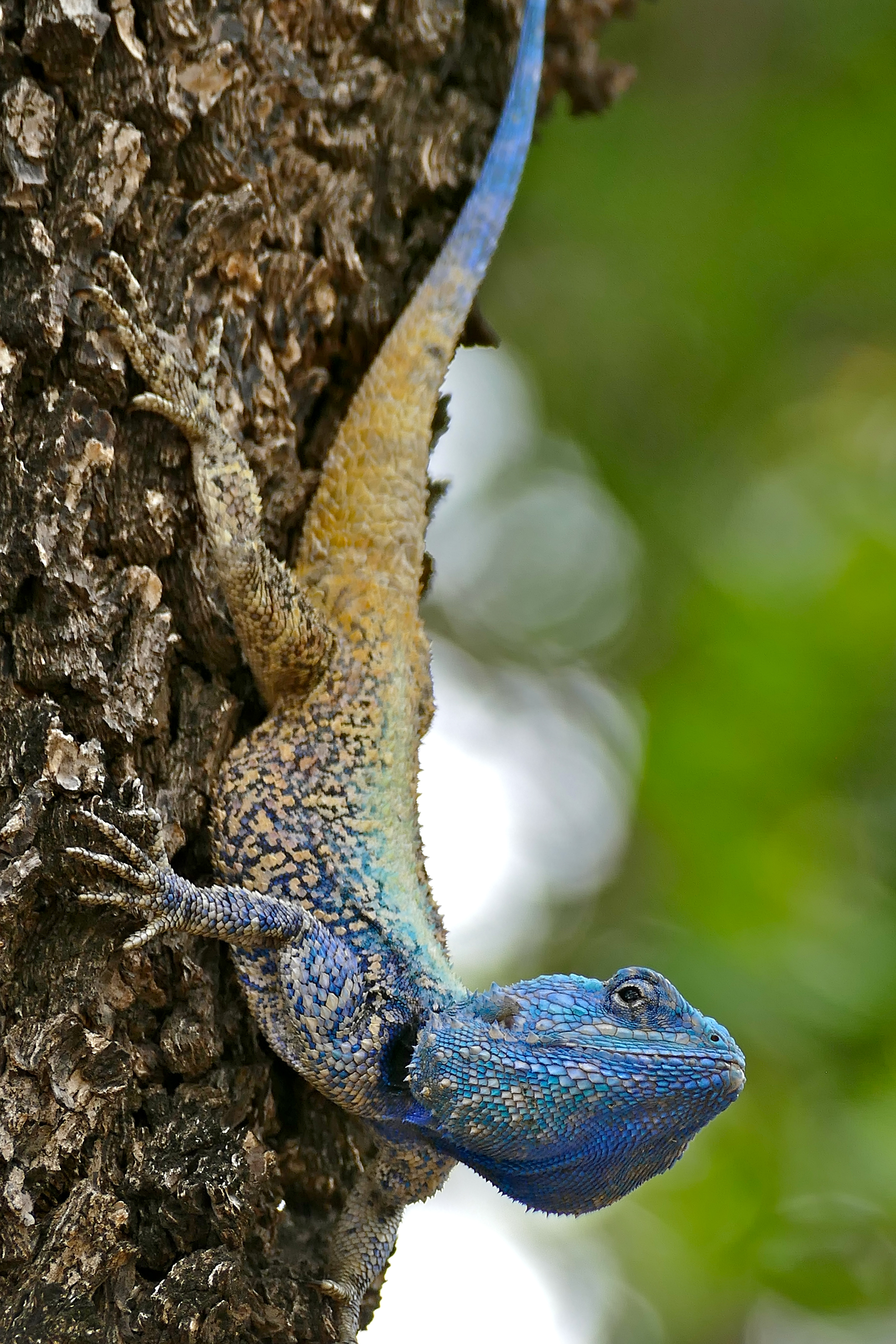
Skukuza Campsite، Kruger NP، Mpumalanga، جنوب أفريقيا

شائك الذنب أسود العنق (الاسم العلمي: Acanthocercus atricollis)، هو نوع من شائك الذنب موطنه  الشرق،  وسط وجنوب إفريقيا. يقع أكبر نطاق مستمر له في جنوب شرق إفريقيا، ويوجد بكثافة عالية في حديقة كروجر الوطنية.

## الوصف
ولكل من الجنسين طول مشابه من الخطم إلى الفتحة (SVL) ولهما أطوال ذيل متشابهة. الذكور الناضجون لديهم رؤوس أكبر إلى حد ما من الإناث، والذي يعتبر تكيفًا للمنافسة داخل النوع على الأرض. تصل الإناث إلى مرحلة النضج الجنسي عندما يبلغ طولها حوالي 96 مم (SVL) والذكور حوالي 82 مم (SVL).

## العادات
يشكلون مستعمرات منظمة مع ذكر مهيمن والعديد من الإناث والأحداث. يدافع الذكور عن الأراضي ويشاركون في القتال. على الرغم من أنها في الغالب نهارية، فإنها تعرض أحيانًا نشاطًا ليليًا يتكيف بسهولة مع المناطق المجاورة لسكن الإنسان. هم من الباحثين عن الكمائن الكلاسيكيين الذين يقضون حوالي 4 ٪ فقط من وقتهم في الحركة. وهذا يتضمن متوسط أقل من حركة واحدة في دقيقتين. عند الثبات، يضع البالغون أنفسهم على الأغصان الجانبية (42٪ من الوقت)، أو على جذوع الأشجار (35٪)، أو أحيانًا على الأرض (23٪).

## النظام الغذائي
يعيش شائك الذنب اسود العنق على نظام غذائي من الحشرات، والذي يتكون أساسًا من الخنافس والنمل. يشمل نظامهم الغذائي الكامل رتبًا مختلفة (10 مسجلة) من المفصليات. كما أنهم يأكلون الديدان الألفية، والتي تميل أنواع السحالي الأخرى إلى تجنبها. تكشف محتويات القناة الهضمية عن العديد من النمل (92٪ من العناصر) وبعض الخنافس (4٪). يتم استهلاك كمية كبيرة من orthopterans (27٪)، تليها الخنافس (26٪) والنمل (18٪).). يهيمن النمل على النظام الغذائي للأحداث (من حيث الحجم)، على الرغم من تناول الخنافس والأورثوبتران أيضًا. يتقلب تنوع الفريسة والأحجام موسمياً.

## التكاثر
التكاثر موسمي. يصل حجم الخصية عند الذكور إلى الحد الأقصى خلال الفترة من أغسطس إلى سبتمبر (الربيع الأسترالي)، وتتضخم بصيلات الإناث خلال الفترة من أغسطس إلى ديسمبر. تنتج الإناث براثن أكبر من الإناث الأصغر.

## المدى
توجد في إريتريا، الصومال، إثيوبيا، السودان، جنوب السودان، أوغندا،  جمهورية الكونغو الديمقراطية، كينيا، تنزانيا، زامبيا، ملاوي، موزامبيق، زمبابوي، أنغولا، بوتسوانا وناميبيا وجنوب إفريقيا وسوازيلاند.